# ISO/IEC 7812
 
ISO/IEC 7812 (Идентификационные карты – Идентификация эмитентов) – это международный стандарт, опубликованный совместно Международной организацией по стандартизации (ISO) и Международной электротехнической комиссией (IEC). Он определяет «систему нумерации для идентификации эмитентов карт, формат идентификационного номера эмитента (IIN) и первичного идентифкатора счета (PAN)», а также процедуры регистрации IIN. Впервые данный стандарт был опубликован в 1989 году.

Стандарт ИСО/МЭК 7812 был принят Межгосударственным советом по стандартизации, метрологии и сертификации и введен на территории Российской Федерации 1 января 2016 года, однако со 2 сентября 2022 года он утратил свою силу.

ISO/IEC 7812 состоит из двух частей: 
1. Система нумерации
2. Процедуры подачи заявки и регистрации

## Система нумерации
В первичном идентификаторе счета стандарта ISO/IEC 7812 есть 3 основных компонента:
1. Идентификационный номер эмитена (IIN) - 6 цифр
2. Идентификатор лицевого счета (IAI) - до 12 цифр
3. Контрольная цифра - 1 цифра

### Идентификационный номер эмитена
Идентификационный номер эмитента состоит из шести цифр. Первая цифра — это идентификатор основной области деятельности (MII), за которым следуют 5 цифр, которые вместе составляют IIN. Этот IIN связан с контрольной цифрой, которая стоит в конце первичного идентификатора счета.
В 2015 году началась работа над внедрением изменений в ISO/IEC 7812, которая должна была увеличить длину IIN до 8 цифр и в последствии версия данного стандарта от 2017 года определяет новый восьмизначный IIN и определяет график преобразования существующих шестизначных в восьмизначные IIN. 

### Идентификатор основной области деятельности
Первая цифра идентификационного номера эмитена определяет основную отрасль эмитента карты.
| Значение MII | Категория эмитента                                                    |
| ------------ | --------------------------------------------------------------------- |
| 0            | ISO/TC 68 и другие отраслевые задания                                 |
| 1            | Авиалинии                                                             |
| 2            | Авиакомпании, финансовые и другие будущие отраслевые задания          |
| 3            | Путешествия и развлечения                                             |
| 4            | Банковское и финансовое                                               |
| 5            | Банковское и финансовое                                               |
| 6            | Мерчендайзинг и банковское дело/финансы                               |
| 7            | Нефтяная промышленность и другие будущие отраслевые назначения        |
| 8            | Здравоохранение, телекоммуникации и другие будущие отраслевые задания |
| 9            | Для назначения национальными органами по стандартизации               |

MII 9 выделен национальным органам по стандартизации для применения на национальном уровне. Его следует использовать в качестве исходной или первой цифры, за которой должен следовать трехзначный цифровой код названия страны по ISO 3166-1.

### Регистрация идентификационного номера эмитента
Для присвоения IIN (идентификационного номера эмитента) заявитель должен обратиться с заявкой в свой национальный орган по стандартизации или в Орган-поручитель, назначенный национальным органом исполнительной власти. 
В случае отсутствия национального органа по стандартизации или назначенного Органа-поручителя заявку необходимо послать в секретариат технического комитета ISO/IEC, ответственного за стандарты серии ISO/IEC 7812

### Идентификатор лицевого счета (IAI)
Идентификатор лицевого счета должна присваивать организация, выпускающая карты. Данный номер следует непосредственно за IIN и имеет переменную длину в пределах 12 цифр при использовании вместе с шестизначным IIN. 
При использовании восьмизначного IIN максимальная общая длина первичного идентификатора счета (PAN) остается на уровне 19 цифр. 

### Контрольная цифра
Последняя цифра первичном идентификаторе счета является контрольной цифра, которая рассчитывается с использованием алгоритма Луна, определенного в приложении B стандарта ISO/IEC 7812-1.